# Resnik Bosiljevski
Resnik Bosiljevski is een plaats in de gemeente Bosiljevo in de Kroatische provincie Karlovac. De plaats telt 17 inwoners (2001).